# Ḛ̀
Cette page contient des caractères spéciaux ou non latins. S’ils s’affichent mal (▯, ?, etc.), consultez la page d’aide Unicode.
Ḛ̀ (minuscule : ḛ̀), appelé E tilde souscrit accent grave, est un graphème utilisé dans l’écriture du sar.
Il s’agit de la lettre E diacritée d’un tilde souscrit et d’un accent grave.

## Utilisation
Le ḛ́ est utilisé dans l’orthographe du daba, par exemple dans dḛ̀ḛ́, « femme ».
Le ḛ̀ est utilisé dans l’orthographe du ngambay, par exemple dans ḛ̀, « lui » ou ḛ̀ḛ̄, « oui ».

## Représentations informatiques
Le E tilde souscrit accent grave peut être représenté avec les caractères Unicode suivants :
- précomposé (latin étendu additionnel, diacritiques) :

| formes    | représentations | chaînes de caractères | points de code | descriptions                                                      |
| --------- | --------------- | --------------------- | -------------- | ----------------------------------------------------------------- |
| capitale  | Ḛ̀               | Ḛ◌̀                    | U+1E1A U+0300  | lettre majuscule latine e tilde souscrit diacritique accent grave |
| minuscule | ḛ̀               | ḛ◌̀                    | U+1E1B U+0300  | lettre minuscule latine e tilde souscrit diacritique accent grave |

- décomposé (latin de base, diacritiques) :

| formes    | représentations | chaînes de caractères | points de code       | descriptions                                                                  |
| --------- | --------------- | --------------------- | -------------------- | ----------------------------------------------------------------------------- |
| capitale  | Ḛ̀               | E◌̰◌̀                   | U+0045 U+0330 U+0300 | lettre majuscule latine e diacritique tilde souscrit diacritique accent grave |
| minuscule | ḛ̀               | e◌̰◌̀                   | U+0065 U+0330 U+0300 | lettre minuscule latine e diacritique tilde souscrit diacritique accent grave |

## Sources
- Ḛ̀, Scriptsource.org
- Lexiques thématiques de l’Afrique centrale (LETAC) : Tchad, Sara-Ngambay, Paris, Yaoundé, Agence de coopération culturelle et technique, Centre régional de recherche et de documentation sur les traditions orales et pour le développement des langues africaines, coll. « Activités économiques et sociales », 1983
- Nangone Jacob Chata, Simeon Mbayrem Djimadoum et John M. Keegan, Petit dictionnaire de la langue ngambaye, Cuenca, Morkeg Books, coll. « The Sara Language Project », 2012, 5e éd. (lire en ligne)
- Serge Saragaza et John M. Keegan, Lexique daba, Cuenca, The Sara-Bagirmi Language Project, Morkeg Books, 2014, 3e éd. (lire en ligne)